# عبد الرحمن نادر
عبد الرحمن نادر، ويُعرف في الولايات المتحدة باسم أبدل نادر (بالإنجليزية: Abdel Nader)‏ ـ (ولد في 25 سبتمبر 1993) هو لاعب كرة سلة مصري أمريكي محترف، يلعب في الدوري الأمريكي لكرة السلة للمحترفين ضمن صفوف فريق أوكلاهوما سيتي ثاندر. وقد لعب في دوري الجامعات لكرة السلة في فريقي نورثرن إلينوي وآيوا ستيت، قبل أن يوقِّع لفريق بوسطن سيلتكس.
كان نادر قد هاجر مع أسرته إلى الولايات المتحدة الأمريكية وهو في الثامنة من عمره، وقد درس الدراسات الحرة في جامعة ولاية آيوا. وهو يعتبر بلدة سكوكي بولاية إلينوي موطنه، ويتحدث العربية بطلاقة.

## روابط خارجية
- عبد ناضر على موقع إن بي أي (الإنجليزية)
- عبد ناضر على موقع سبورتس رفرنس (الإنجليزية)
- عبد ناضر على موقع كرة السلة الأوروبية.كوم (الإنجليزية)
- عبد ناضر على موقع DraftExpress.com (الإنجليزية)
- عبد ناضر على موقع إي إس بي إن.كوم (الإنجليزية)
- عبد ناضر على موقع كلية كرة السلة في سبورتس رفرنس.كوم (الإنجليزية)
- عبد ناضر على موقع ريلجم (الإنجليزية)
- عبد ناضر على موقع بروبوليرز (الإنجليزية)
- عبد ناضر على موقع سبورتس رفرنس (الإنجليزية)